# Верхние Ворота
Ве́рхние Воро́та (укр. Верхні Ворота) — село в Нижневоротской сельской общине Мукачевского района Закарпатской области Украины.
Население по переписи 2001 года составляло 2258 человек. Почтовый индекс — 89132. Телефонный код — 3136. Занимает площадь 3,267 км². Код КОАТУУ — 2121582501.

## История
В 1946 году указом ПВС УССР село Верхние Верецки переименовано в Верхние Ворота.